# 2020년 고성 산불
2020년 고성 산불은 2020년 5월 1일 대한민국 강원도 고성군에서 발생한 산불이다.

## 경과

### 5월 1일
최초 발화: 2020년 5월 1일 오후 8시 21분, 고성군 토성면 도원리의 한 주택에서 붙은 불이 강풍을 타고 인근 야산으로 옮겨붙어 산불이 발생하였다. 산불이 발생한 곳은 2019년 강원도 산불 지역에서 4km 떨어진 곳이다.
확산 원인: 동해안의 양간지풍으로 인해 강풍이 발생하였다.
오후 9시 30분경, 소방청에서 소방 동원령 2호와 화재 대응 3단계를 발령하였고 소방차 226대 등 소방인력 608명을 투입하였다.
오후 10시경, 22사단 장병과 인근주민 등이 고성종합운동장과 속초종합운동장, 아야진초등학교, 천진초등학교로 대피하였다.

### 5월 2일
오전 1시경, 소방청에서 소방 동원령 3호를 발령하였다.
오전 5시 28분, 진화헬기 38대 등 소방인력이 투입되었다.
오전 8시경, 산불이 모두 진화되었으며 2차 피해를 예방하기 위해, 잔불 정리가 이루어지고있다.

## 피해
산불로 인명피해는 없었으나 주택 및 시설물 6개 동이 전소되었으며 85ha의 산림이 소실되었다.

## 같이 보기
- 1996년 고성 산불
- 2019년 강원도 산불